# Jos
9°55′N 8°53′Ø / 9.917°N 8.883°Ø
Jos er en hovedstad i delstaten Plateau i det centrale Nigeria, beliggende nordøst for landets hovedstad Abuja. Under den britiske koloniperiode var Jos et vigtigt centrum for tin-mine driften.

## Fakta om Jos
Jos har et indbyggertal (2007) på cirka 860.000 og er dermed den tiende største by i Nigeria. Jos er et vigtigt trafikalt knudepunkt for hele området.

## Religiøse uroligheder
Jos ligger i området mellem den muslimsk dominerede nordlige del af Nigeria og den kristent dominerede sydlige del af Nigeria. Befolkningen i Jos er da også sammensat af både muslimer og kristne, som i lange perioder har levet forholdsvist fredeligt side om side. Alligevel er der flere gange ubrudt voldelige uroligheder mellem de to grupper. Ifølge den kristne, humanitære hjælpeorganisation Åbne Døre er de kristne gentagne gange blevet angrebet af områdets muslimer, som målrettet er gået efter at slå de kristne præster og ledere i området ihjel.